# مفارقة بينوكيو

تسبب مفارقة بينوكيو نمو أنف بينوكيو في حالة كانت مقولته خطأ.

نشأت مفارقة بينوكيو عندما قال «أنفي ينمو الآن» وهي نسخة من مفارقة الكذب، التي تم تعريفها في الفلسفة والمنطق على أنها عبارة «هذه الجملة خاطئة»، لذلك أي محاولات لتعيين قيمة الحقيقة الثنائية الكلاسيكية ستؤدي إلى تناقض أو مفارقة. يحدث ذلك لأنه إذا كانت العبارة «هذه الجملة خاطئة» فهي خاطئة هذا يعني أن هذا صحيح تقنيا لكنه أيضا خاطئ وهكذا بلا نهاية. على الرغم من أن مفارقة بينوكيو تنتمي إلى تقليد المفارقة الكاذبة، إلا أنها حالة خاصة لأنها لا تحتوي على توقع دلالي، على سبيل المثال «جملتي خاطئة».
مفارقة بينوكيو ليست لها علاقة بأن يكون بينوكيو كاذبًا معروفًا. إذا كان بينوكيو يقول «أنا مريض»، فقد يكون هذا صحيحًا أو خاطئًا، لكن جملة بينوكيو «أنفي ينمو الآن» لا يمكن أن تكون صحيحة أو خاطئة. ومن هنا، تخلق هذه الجملة فقط مفارقة بينوكيو (الكاذبة).

## التاريخ
بينوكيو هو بطل رواية الأطفال «مغامرات بينوكيو» للكاتب الإيطالي كارلو كولودي. يعاقب بينوكيو وهو دمية متحركة، على كل كذبة يرويها من خلال خضوعه لمزيد من نمو أنفه. لا توجد قيود على طول أنف بينوكيو، فهو ينمو كلما روى الأكاذيب وينمو لفترة طويلة لدرجة أنه لا يستطيع الخروج بأنفه عبر باب الغرفة.
ظهرت مفارقة بينوكيو في فبراير 2001 من قبل فيرونيك إلدريدج سميث صاحبة الإحدى عشر ربيعا. فيرونيك هي ابنة بيتر إلدريدج سميث، المتخصص في المنطق وفلسفة المنطق. شرح بيتر المفارقة الكاذبة لفيرونيك وأخوها الأكبر وطلب منهم أن يأتوا بنسختهم الخاصة من المفارقة. لم تستغرق فيرونيك إلا دقائق وقالت بعدها «يقول بينوكيو، أنفي سينمو». وقعت الجملة على والدها موقع الإعجاب وكتب مقالا حول هذا الموضوع تم نشره في مجلة أناليس لتصبح بعدها من أهم المفارقات على شبكات الإنترنت.

## المفارقة
تترك المفارقة التي اقترحها فيرونيك سواء كانت في صيغة المضارع «أنفي ينمو الآن» أو في صيغة المستقبل «أنفي سينمو» مجالا لتفسيرات مختلفة. في رواية مغامرات بينوكيو يستمر أنف بينوكيو بالنمو وهو يكذب:
«بينما كان بينوكيو يتكلم، استمر أنفه بالنمو حتى وصل إلى بوصتين على الأقل».
لذلك يتساءل علماء المنطق واللغة عما إذا كانت جملة «أنفي سوف ينمو» هي الجملة الوحيدة التي تحدث بها بينوكيو أم قال كذبة قبل ذلك أو أنه سيروي الكذبة بعدها وكم من الوقت يستغرق أنفه ليبدأ بالنمو؟
أما صيغة المضارع منها «أنفي ينمو الآن» أو «أنفي ينمو» فهي توفر فرصة أفضل لظهور المفارقة الكاذبة.
قد تكون جملة «أنفي ينمو» إما صحيحة أو خاطئة.
على افتراض أن جملة «أنفي ينمو» صحيحة، فإن معنى ذلك هو:
- أنف بينوكيو ينمو الآن لأنه يقول ذلك بصدق، لكن طبقا للرواية لا ينمو الأنف إلا في حالة الكذب لكن يعود أنف بينوكيو بالنمو لأن أنفه قد توقف عن النمو ومع ذلك قال بينوكيو ان أنفه ينمو وبذلك فهو يكذب وبالتالي فهي مقولة كاذبة، لكن مع نمو أنفه تصبح الجملة صحيحة مرة أخرى وبالتالي يتوقف أنفه عن النمو وهكذا بلا نهاية. من هنا تظهر المفارقة.[2]

أما في حالة كانت جملة «أنفي ينمو الآن» خطأ:
فإن ذلك يعني أن أنف بينوكيو لا ينمو الآن لأنه يقول الكذب، لكن وفقا للرواية فإن الأنف ينمو في حالة الكذب وبالتالي فإنه يقول الحقيقة وهكذا إلى مالانهاية. ومن هنا ظهر الجانب الأخر للمفارقة.
لجعل الأمر سهل، يقول إلدريدج سميث:
«أنف بينوكيو ينمو إذا وفقط لم ينمو».
مما يجعل جملة بينوكيو نسخة من مفارقة الكذب.
يجادل إلدريدج سميث أنه نظرًا لأن عبارات «غير صحيحة» و «تنمو» ليست مرادفات، فإن مفارقة بينوكيو ليست مفارقة دلالات:
«مفارقة بينوكيو هي بطريقة ما، مثالاً مضادًا لحلول الكذاب التي من شأنها أن تستبعد التنبؤات الدلالية من لغة الكائن، لأن» النمو«ليس بمثابة توقع دلالي».

## وصلات خارجية
- مغامرات بينوكيو public domain audiobook at LibriVox
- مفارقة بينوكيو (رسوم متحركة).
- مفارقة بينوكيو